# Bajtava
Bajtava és un poble i municipi d'Eslovàquia que es troba a la regió de Nitra, al sud-oest del país.

## Història
La primera menció escrita de la vila es remunta al 1261. La vila fou annexionada per Hongria al Primer arbitratge de Viena el 2 de novembre de 1938. Aleshores tenia 688 habitants. Formà part del districte de Szob. El nom de la vila abans de la Segona Guerra Mundial era Bajtava/Bajta. Durant el període del 1938 al 1945 el nom en hongarès Bajta era el més emprat. Després de l'alliberament, la vila tornà a formar part de Txecoslovàquia, i finalment el 1993 a l'actual Eslovàquia.

## Demografia
| Godina             | 1994 | 2004   | 2014   | 2024   |
| ------------------ | ---- | ------ | ------ | ------ |
| Nombre de persones | 428  | 388    | 405    | 384    |
| Diferència         |      | −9,34% | +4,38% | −5,18% |

| Godina             | 2023 | 2024   |
| ------------------ | ---- | ------ |
| Nombre de persones | 388  | 384    |
| Diferència         |      | −1,03% |